# Clistoabdominalis capillifascis
Clistoabdominalis capillifascis är en tvåvingeart som beskrevs av Skevington 2001. Clistoabdominalis capillifascis ingår i släktet Clistoabdominalis och familjen ögonflugor. Inga underarter finns listade i Catalogue of Life.